# Hubert Janitschek
Hubert Janitschek, född den 30 oktober 1846 i Troppau, död den 21 juni 1893 i Leipzig, var en tysk konsthistoriker. Han gifte sig 1882 med Maria Tölk.
Janitschek ägnade sig företrädesvis åt Italiens konsthistoria, verkade som professor i Prag och Strassburg samt slutligen i Leipzig. Han utgav Geschichte der deutschen Kunst (1890) och Kunstlehre Dantes und Giottos Kunst (1892) samt ledde från 1888 utgivandet av Repertorium für Kunstwissenschaft.